# 34 Рака
34 Рака (лат. 34 Cancri) — звезда, которая находится в созвездии Рака. Расстояние до Земли составляет примерно 540 световых лет. Видимая звёздная величина 34 Рака — +6.48, то есть не может быть видна невооружённым глазом, но зато просматривается в бинокль. Это горячий карлик белого цвета спектрального класса А главной последовательности.

## Характеристики
Радиус 21 Рака больше солнечного в 2.75 раза. Массивнее Солнца в 3.2 раза. Светимость превышает солнечную в 60 раз, температура поверхности составляет около 9700 Кельвинов. Звезда приближается к Солнечной системе со скоростью 11 км/с.